# Nikon
Die Nikon Corporation (jap. 株式会社ニコン, Kabushiki-gaisha Nikon) ist ein japanischer Hersteller von Fotoapparaten, Objektiven und anderen optischen Geräten wie Mikroskopen, Ferngläsern und Steppern. Seit 1917 stellt Nikon optische Gläser her, seit 1925 Objektive. Mit einem Weltmarktanteil von 18,6 Prozent (2019) bei digitalen Kameras ist Nikon nach Canon und Sony die Nummer drei der bedeutendsten Kamerahersteller. Hauptsitz des Unternehmens ist Tokio.
Auf dem europäischen Markt ist Nikon seit etwa 1961 aktiv vertreten, als die Nikon AG Switzerland in Zürich gegründet wurde. Das Unternehmen zählt zu den weltweit bedeutendsten Unternehmen für Fototechnik.
Die Unternehmensgeschichte geht zurück bis auf das Jahr 1917, in dem sich die drei Unternehmen Tokyo Keiki Seisaku Sho, Iwaki Glass Manufacturing und Fujii Lens Seizo Sho am 25. Juli zur Nippon Kogaku Kogyo Kabushiki Kaisha (kurz: Nippon Kogaku K. K.; etwa „Japanische Optische Technik AG“) zusammenschlossen. Die Fusion wurde von dem Konzern Mitsubishi unterstützt, zu dem Nikon auch heute noch gehört. 1988 benannte sich das Unternehmen von Nippon Kogaku K. K. in K. K. Nikon um (englisch Nikon Corporation).
Seit den 1990er Jahren hat Nikon ein Werk in Thailand nördlich der Hauptstadt Bangkok. 2011 fertigte Nikon dort 60 % der Spiegelreflexkameras und 90 % der Objektive. Ende 2020 wurde die Kamerafertigung vollständig nach Thailand verlagert, in Japan werden seitdem nur Einzelteile hergestellt.
Nikon arbeitet inzwischen auch im Bereich Medizintechnik und Robotik.

## Produkte

### Fotografie

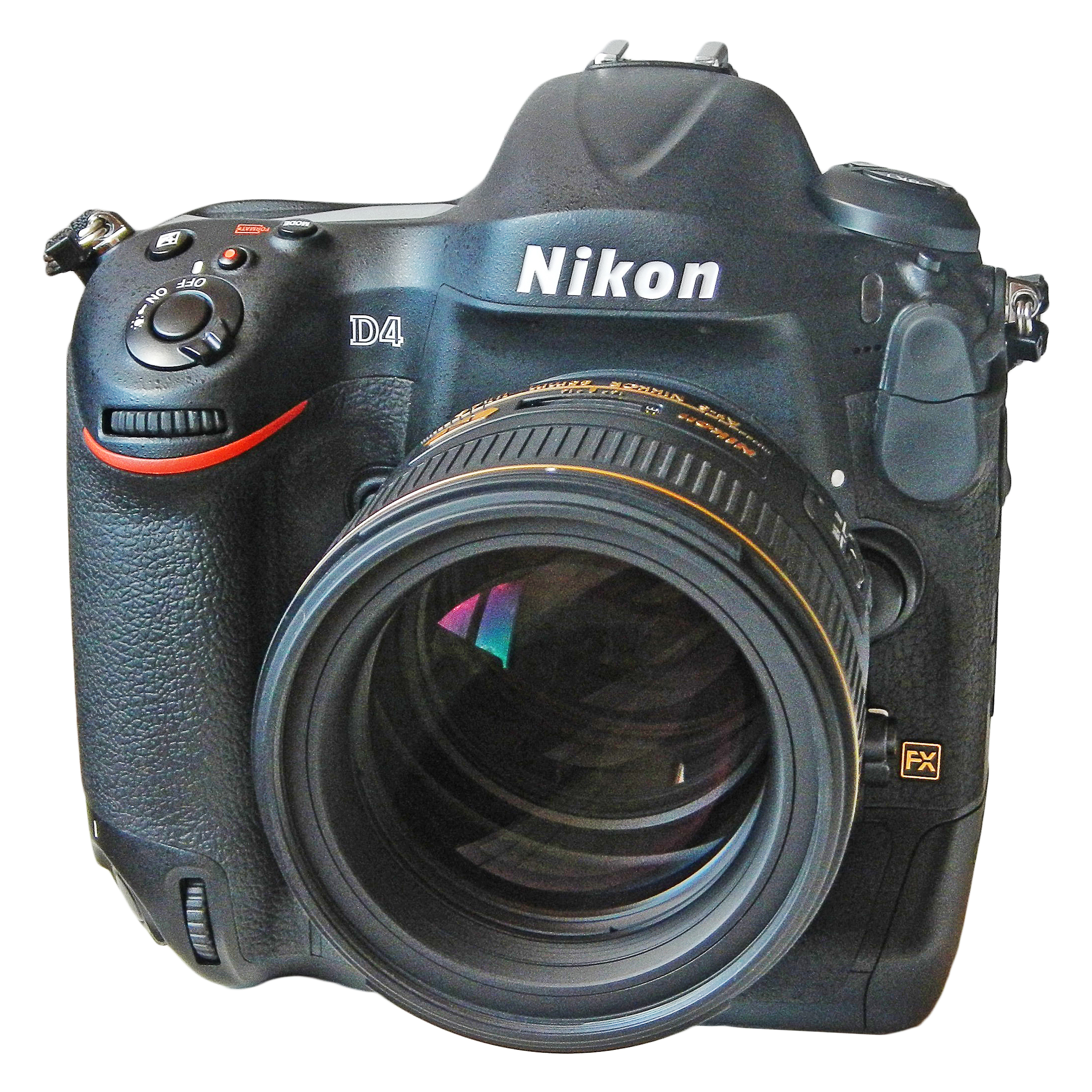
Digitale Spiegelreflexkamera Nikon D4 (2012)

Zu den Produkten von Nikon gehören Digitalkameras, Nikkor-Objektive sowie die Nikonos-Unterwasserkameras.
1932 stellte das Unternehmen das erste Kameraobjektiv unter der Bezeichnung Nikkor vor; diese Produktbezeichnung wurde bis heute beibehalten.
1946 entstand aus dem Unternehmensnamen Nippon Kogaku K. K. der Produktname Nikon.

#### Messsucherkameras
Die erste Kamera mit dem Namen „Nikon“ war die am 7. März 1948 vorgestellte Messsucherkamera Nikon I, die der Contax II aus Deutschland nachempfunden war und auch deren Bajonettanschluss hatte, jedoch mit Abweichungen in der Steuerkurve, welche bei längeren Brennweiten zum Tragen kommen, und dem ungewöhnlichen Bildformat 32 mm × 24 mm. Seinen internationalen Ruf begründete Nikon mit dem weitgehend baugleichen Nachfolgemodell Nikon M, das von 1949 bis 1950 angeboten wurde.
Der eigentliche Durchbruch gelang dann mit der auch offiziell für den Export produzierten Nikon S (1950–1955). Die Nikon S2 (ab Ende 1954) hatte als erste Nikon das heute übliche Bildformat 36 mm × 24 mm.
Die von 1957 bis 1965 gefertigte Nikon SP wies eine professionelle Ausstattung auf (Anschluss für einen Filmtransportmotor, Einspiegelung von vier verschiedenen Brennweiten).

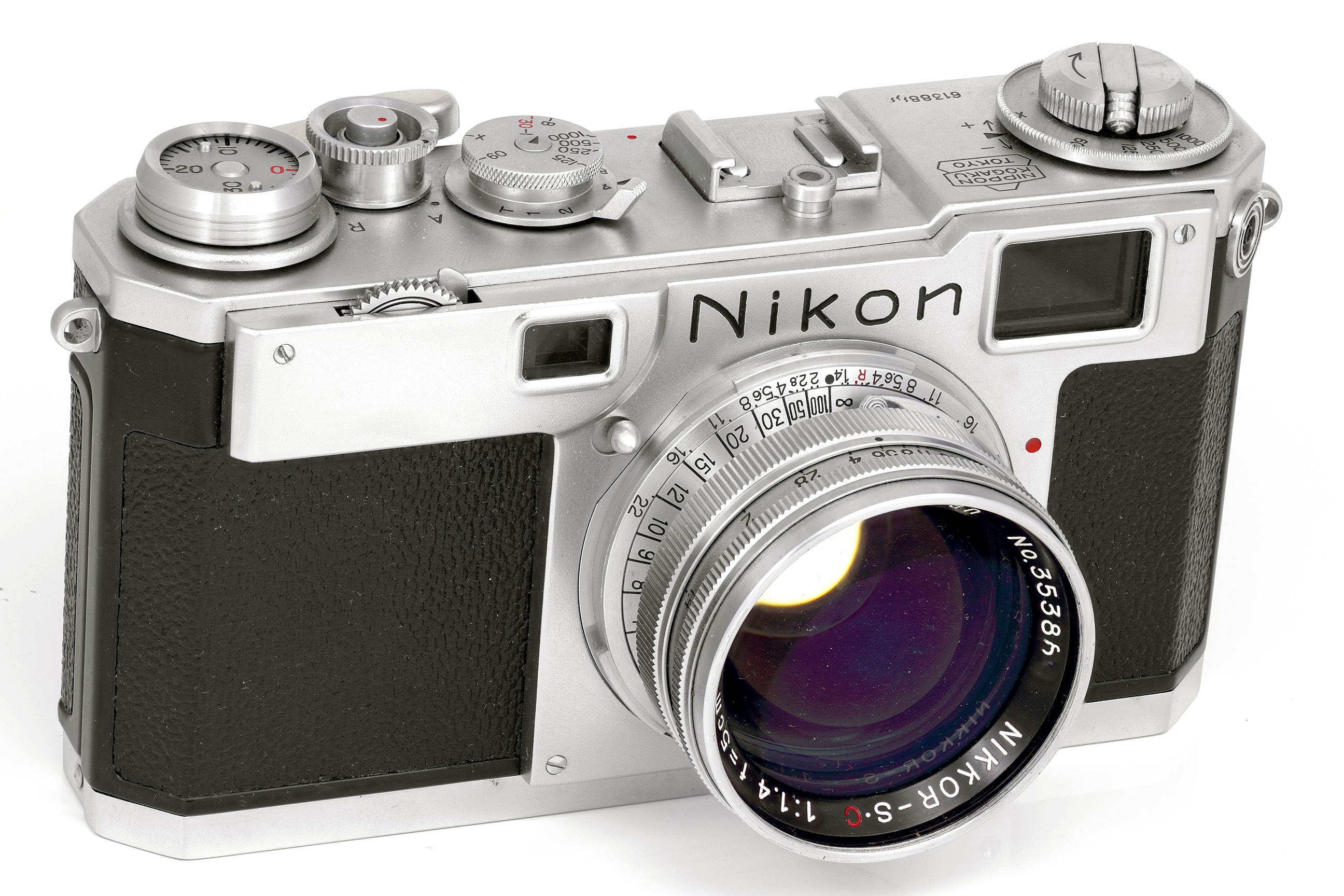
Nikon S2 Messsucherkamera

Bei der vereinfachten Version, der von 1958 bis 1961 gebauten Nikon S3, musste man auf die umschaltbaren Rahmen im Sucher verzichten. 1959 folgte noch die weiter vereinfachte S4 und 1960 die motorisierbare Halbformatkamera (24 mm × 18 mm) S3M. Mit der Einstellung der Produktion des Profi-Modells SP im Jahre 1965 wurde die Herstellung der Nikon-Messsucherkameras vorläufig beendet. Im Jahr 2000 wurde ein modifiziertes Modell der Nikon S3 und im Jahr 2005 eine modernisierte Version des Spitzenmodells Nikon SP erneut aufgelegt und verkauft.
Wesentlich zum Erfolg der Messsucherkameras trugen deren innovative Objektive bei. Sie fanden vielfach auch an den Contax-Kameras Verwendung und wurden auch mit Schraubanschlüssen für die Leica-Kameras hergestellt. Nikons „Nikkor“-Objektive wurden besonders durch den US-Fotografen David Douglas Duncan („DDD“) bekannt gemacht. Duncan arbeitete während des Koreakrieges in Tokyo. Dort lernte er durch den jungen japanischen Fotografen Jun Miki Nikkor-Objektive kennen. Von Juli 1950 bis Januar 1951 dokumentierte er als Fotojournalist mit Nikkor-Objektiven für das Schraubgewinde M39 den Koreakrieg. Hervorragende Ergebnisse verstärkten das Interesse an Produkten von „Nippon Kōgaku“. DDD erwarb die Schraub-Nikkore 1,5/50, 2/85 und 3,5/135 für seine Leica. Besonders das 85er-Objektiv überzeugte in seiner Abbildungsqualität. Duncan wurde mit den in seinem ersten Buch „This Is War! A Photo Narrative of the Korean War.“ veröffentlichten und mit Nikkor-Objektiven aufgenommenen Bildern weltberühmt. Duncan unterstützte Nikon weiterhin und erhielt 1965 von der Firma in Anerkennung der durch ihn erfolgten Popularisierung und seiner Verwendung von Nikon-Produkten die zweihunderttausendste Nikon F überreicht.
Nikon bot zu den Messsucherkameras auch einen Spiegelkasten an, mit dessen Hilfe auch langbrennweitige Teleobjektive (bis zu 1000 mm), Makroobjektive oder Mikroskope direkt durch das Objektiv fokussiert werden konnten. Die Kameras der Nikon S-Serie wurden damit zu Spiegelreflexkameras, waren dadurch aber unhandlich und schwer zu bedienen.

#### Spiegelreflexkameras
1959 wurde Nikons erste Kleinbild-Spiegelreflexkamera (SLR-Kamera), die Nikon F, vorgestellt; die Wechselobjektive wurden mit F-Bajonett ausgestattet, das nach dem Nikon-Chefingenieur Fuketa benannt wurde, der ab 1958 die Entwicklung der F-Serie leitete. Eine erste Modifikation dieses Objektivbajonetts erfolgte 1977 mit der Einführung der AI-Kupplung, eine zweite 1982 mit der Einführung des AI-S-Typs. An die erste Nikon F können alle danach gebauten Nikon-Objektive (und Fremdobjektive mit F-Bajonett) angeschlossen werden und umgekehrt auch ältere Nikon-Objektive an neuere Kameras, es müssen teils jedoch Funktionseinschränkungen in Kauf genommen werden.
Auf die Nikon F folgt nach 11 Jahren Bauzeit 1971 die technisch sehr ähnliche Nachfolgerin Nikon F2. Man spricht jetzt von der Nikon-F-Serie. 1980 wurde sie von der Nikon F3 abgelöst. Erstmals ist der Belichtungsmesser fest eingebaut, der Verschluss wird nun elektronisch gesteuert, überdies wird eine Zeitautomatik angeboten. Obwohl viele Profis der Elektronik zunächst skeptisch gegenüberstanden, konnte diese doch überzeugen. Die F3 sieht man auch heute noch im Einsatz.
1983 stellte Nikon mit der FA die erste SLR-Kamera der Welt mit Mehrfeldmessung (Vorläufer der heutigen Matrixmessung) vor. Im selben Jahr wurde Nikons erste Autofokus-Spiegelreflexkamera vorgestellt, die F3AF. Sie verwendete spezielle Objektive mit eingebautem AF-Motor, wurde jedoch nicht in großen Stückzahlen verkauft.
1985 brachte Minolta die 7000 AF und die 9000 AF auf den Markt, die den AF-Motor im Gehäuse hatten. Nikons erste AF-SLR-Kamera mit dieser neuen AF-Technik wurde in der F-501 verwirklicht. Anders als manch anderer Hersteller entschied sich Nikon für die Beibehaltung des F-Bajonetts, so dass auch die manuellen Objektive ohne Adapter weiterverwendet werden konnten. In der professionellen F-Serie fand die AF-Technik dann 1988 in der F4 Anwendung, auf die dann 1996 die F5 folgte.
1999 kam die F100 auf den Markt – eine um einige Funktionen reduzierte F5, auf der auch Nikons erste digitale Profi-SLR-Kamera D1 basiert, die weiterhin das F-Bajonett verwendet. Vorläufer der D1 war eine Serie von Profi-Digital-Kameras, die Kodak seit Anfang der 1990er Jahre auf der Basis verschiedener Bodys von Nikon (und einiger anderer Hersteller) – zuletzt auf der Basis der F5 und F80 – unter dem Namen Kodak DCS entwickelte.
1996 machte Nikon mit der Baureihe Pronea auch einen Versuch, mit einer Spiegelreflexkamera im APS-Format im Markt Fuß zu fassen. Da dieses jedoch nach wenigen Jahren von der digitalen Fotografie gewissermaßen überholt wurde, stellte Nikon diese Serie schon Anfang der 2000er Jahre wieder ein.
Bereits vorher gab es ab 1994 in der E-Serie digitale Spiegelreflexkameras in Kooperation mit Fujifilm, deren Konzept nach Erscheinen der D-Serie nicht mehr weiterverfolgt wurde. Ab der Einführung der digitalen Spiegelreflexkamera D70 Anfang 2004 hatte auch Nikon Digitalspiegelreflexkameras mit einem Preis unter 1000 Euro im Angebot.
Im Oktober 2004 stellte Nikon neben der digitalen Kamera D2X mit 12,4 Megapixeln Auflösung für professionelle Anwendungen noch die analoge Spiegelreflexkamera F6 vor, doch gab das Unternehmen im Januar 2006 bekannt, das analoge Fotoprogramm weitgehend einzustellen. Damit konzentrierte sich der Hersteller nun auf den digitalen Fotomarkt.
Im Frühjahr 2005 wurde die D70 zur D70s überarbeitet, deren Produktion im September 2006 auslief, beide hatten einen Bildsensor im DX-Format.
Im September 2006 kam zur photokina die D80 als Nachfolgerin der D70/D70s in der Mittelklasse auf den Markt. Die D80 hatte ebenfalls einen Bildsensor im DX-Format und war mit dem Autofokusmodul der D200 und einem aufwändigen 3D-Color-Matrix-Belichtungsmesssystem ausgestattet.
Im August 2007 stellte Nikon mit der D3 die erste digitale Nikon mit einem Sensor in der Größe 36 mm × 24 mm vor. Diese von Nikon „FX“ genannte Sensorgröße entspricht der des analogen Kleinbildfilms. Dies bedeutete eine Abkehr vom bisherigen Standpunkt Nikons zu den Vollformatsensoren, der besagte, dass kleinere Sensoren im DX-Format (24 mm × 16 mm) mehr Vorteile als Nachteile in der Digitalfotografie hätten. Der Vollformatsensor mit seinem im Verhältnis zur Auflösung größeren Pixelpitch (Abstand der einzelnen Fotopixel auf dem Sensor) erreicht eine bessere Bildqualität, weil die Lichtmenge, die auf die einzelnen Pixel trifft, erhöht ist, womit die kameraeigene Signalverstärkung geringer ausfallen kann. Dies führt im Ergebnis zu geringerem Bildrauschen. Im Dezember 2008 stellte das Unternehmen die D3X mit 24,5 Megapixeln vor, die damit eine doppelt so hohe Auflösung wie die D3 hat und vor allem Studio- und Landschaftsfotografen ansprechen sollte. Die nächste Generation FX-Modelle von Nikon waren die D610, D750, D810, D5 und Df.
Im Juli 2022 gab Nikon bekannt, aufgrund der Beliebtheit von spiegellosen Systemkameras und Smartphones bis auf Weiteres keine Spiegelreflexkameras mehr zu entwickeln. Die bisher (und vielleicht auch endgültig) letzte Nikon-SLR ist die D6.

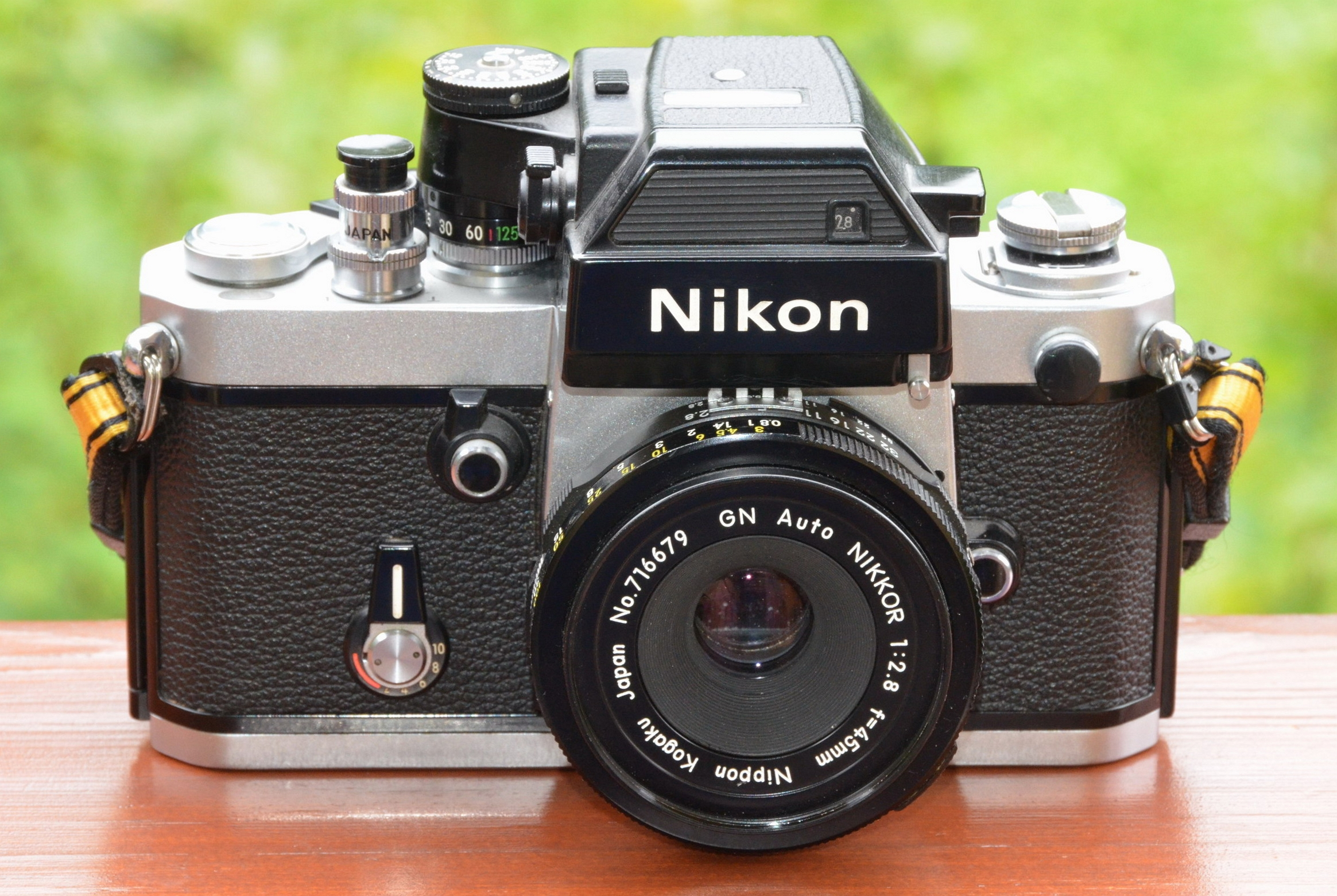
Nikon F2SB mit austauschbarem Prismensucher DP-3 und Objektiv GN Auto NIKKOR 1:2,8 f = 45 mm
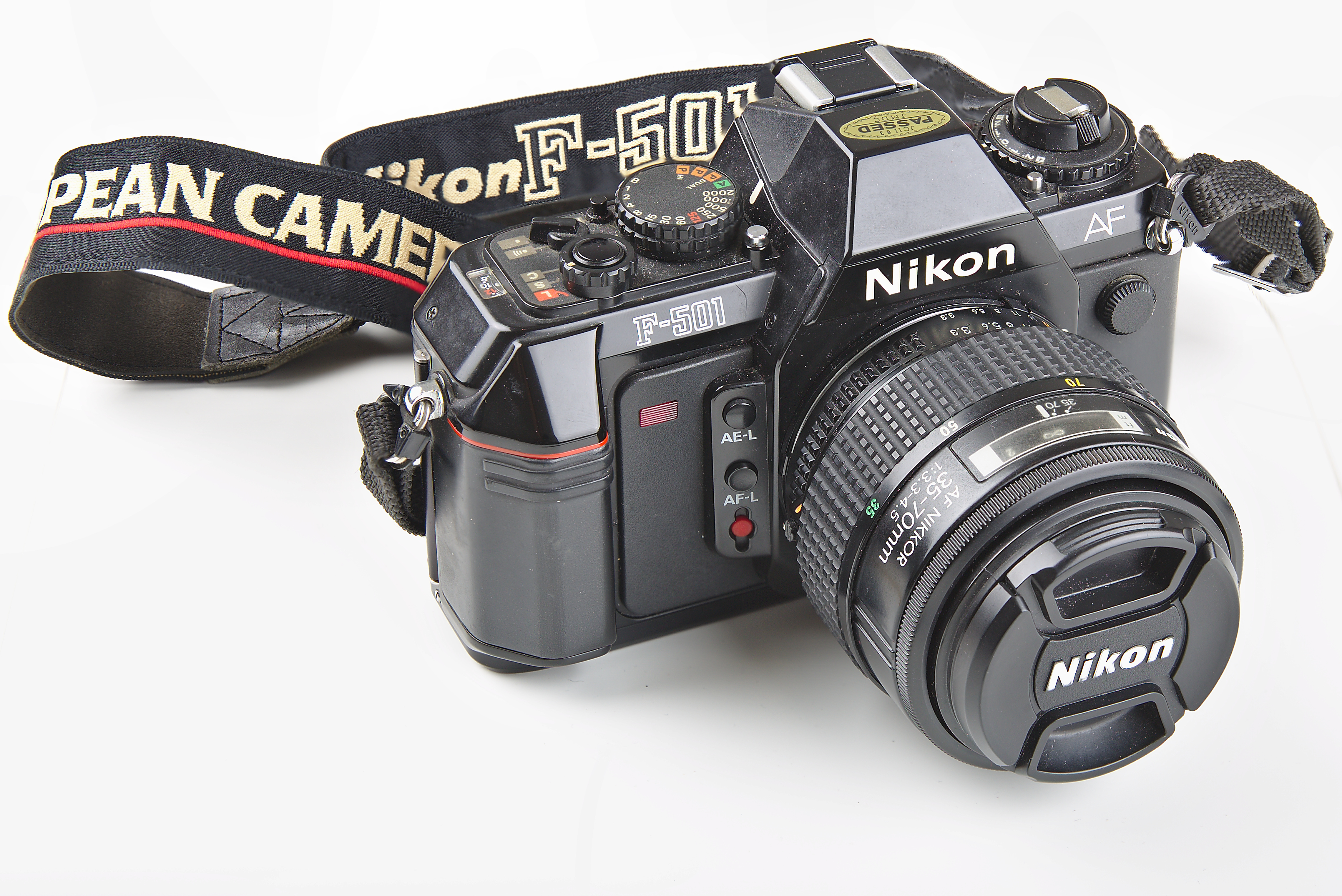
Nikon F-501, die erste Kamera von Nikon mit integriertem AF-Motor im Gehäuse
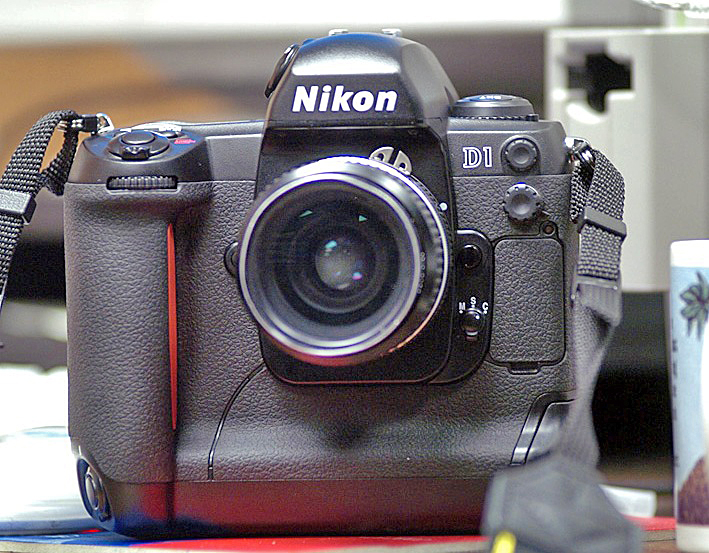
Nikon D1 (1999)
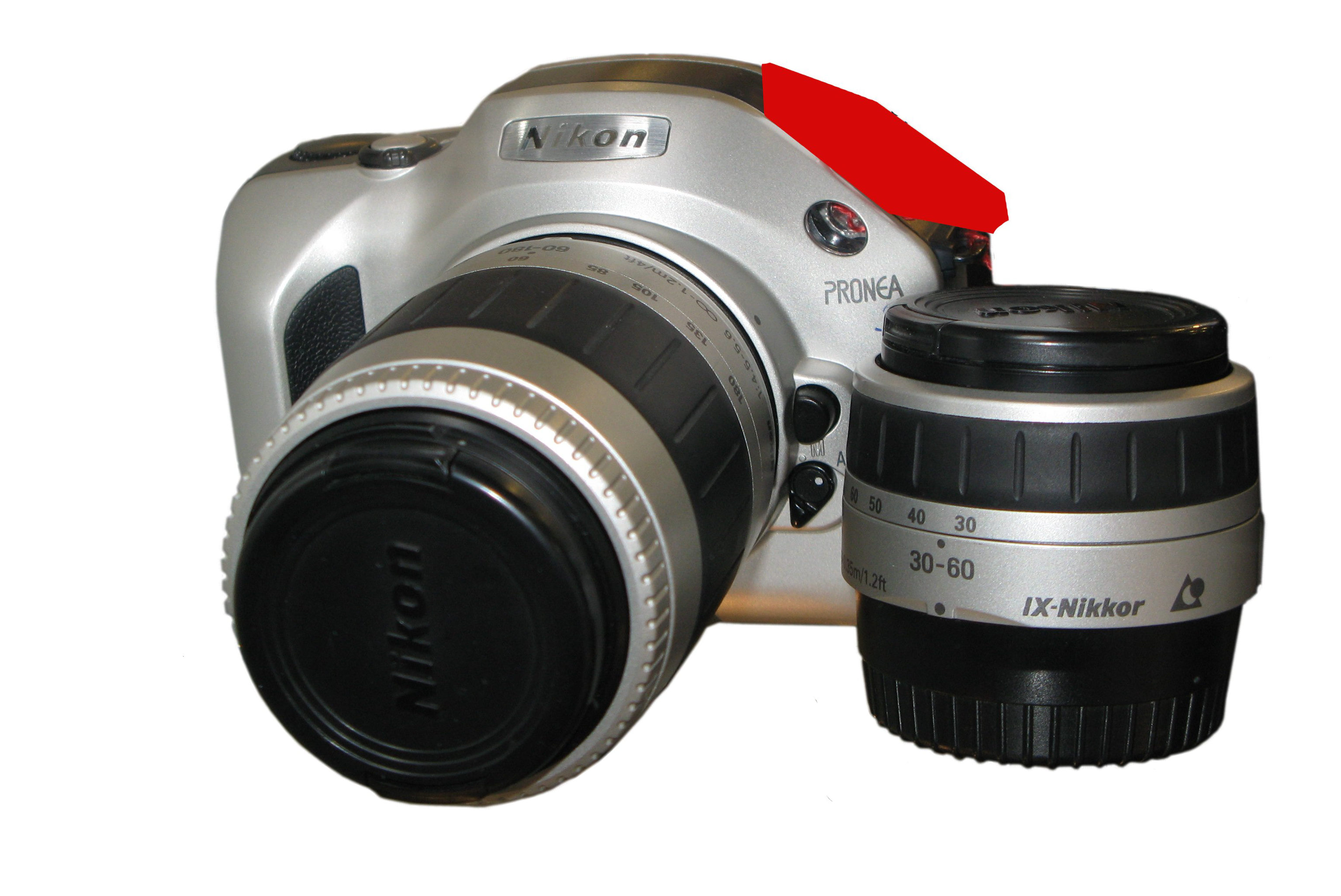
Nikon Pronea S (APS-Spiegelreflexkamera)
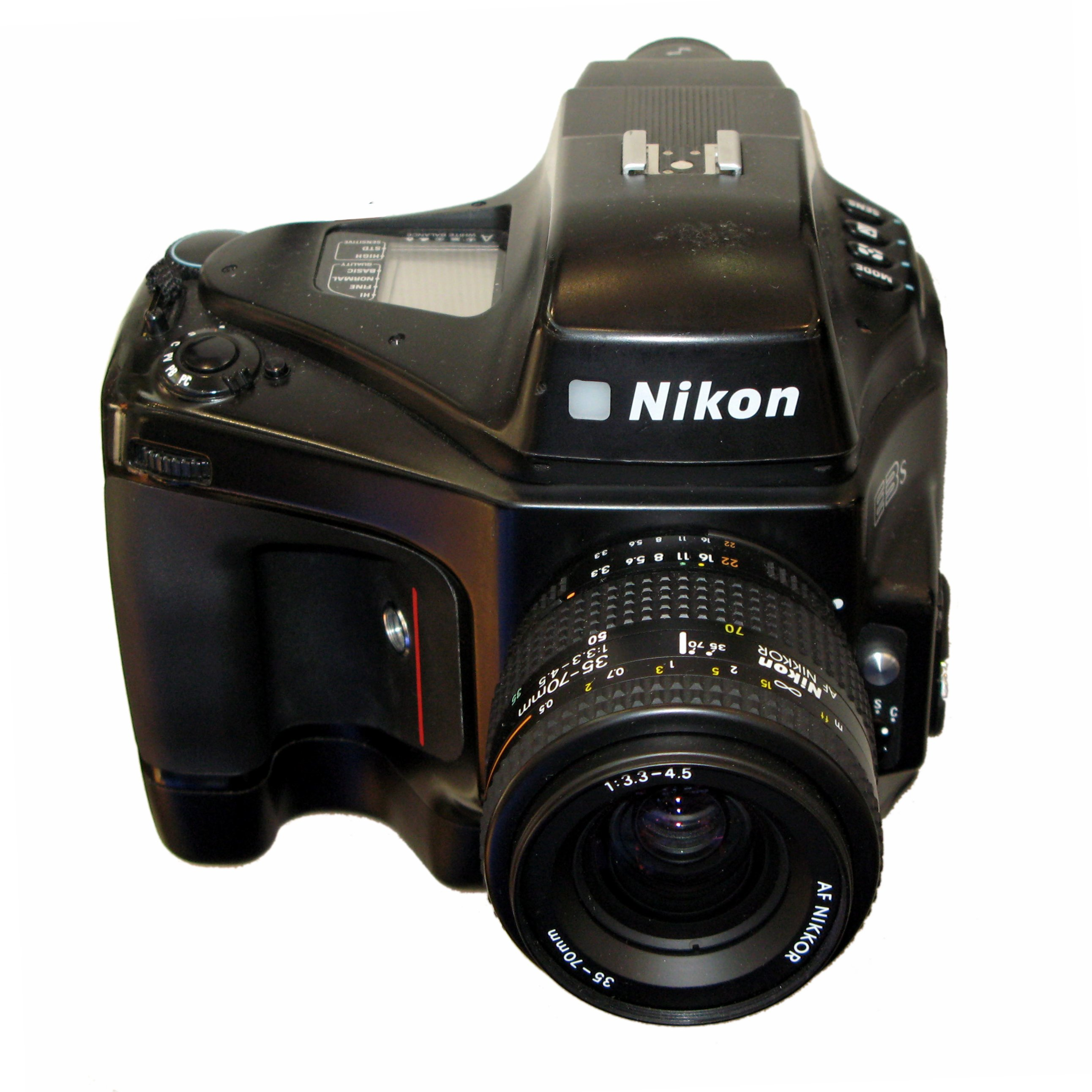
Nikon E3s
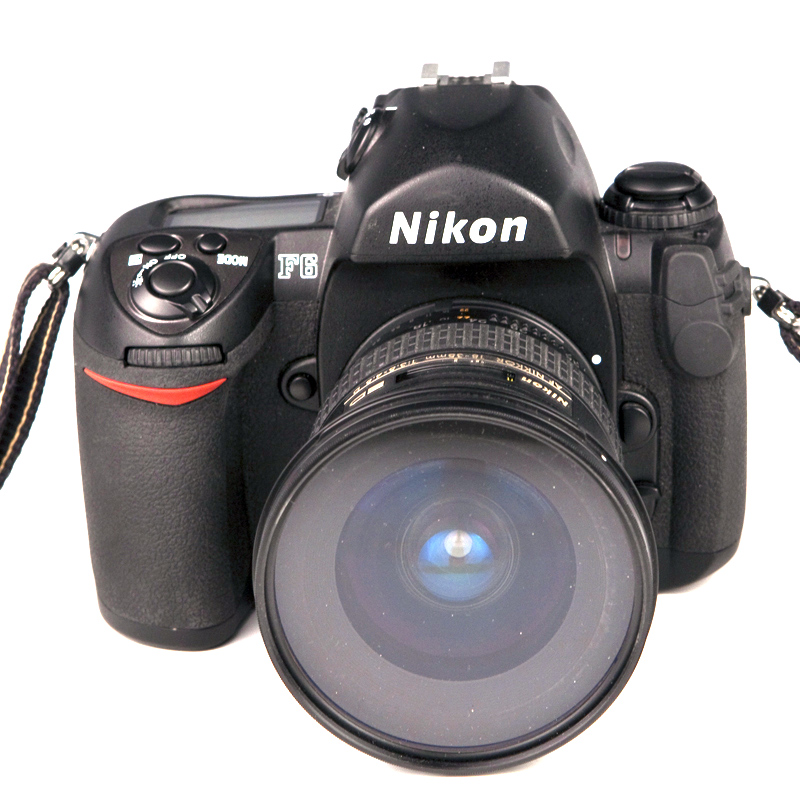
Nikon F6, die letzte analoge Spiegelreflex von Nikon für 35-mm-Kleinbildfilm
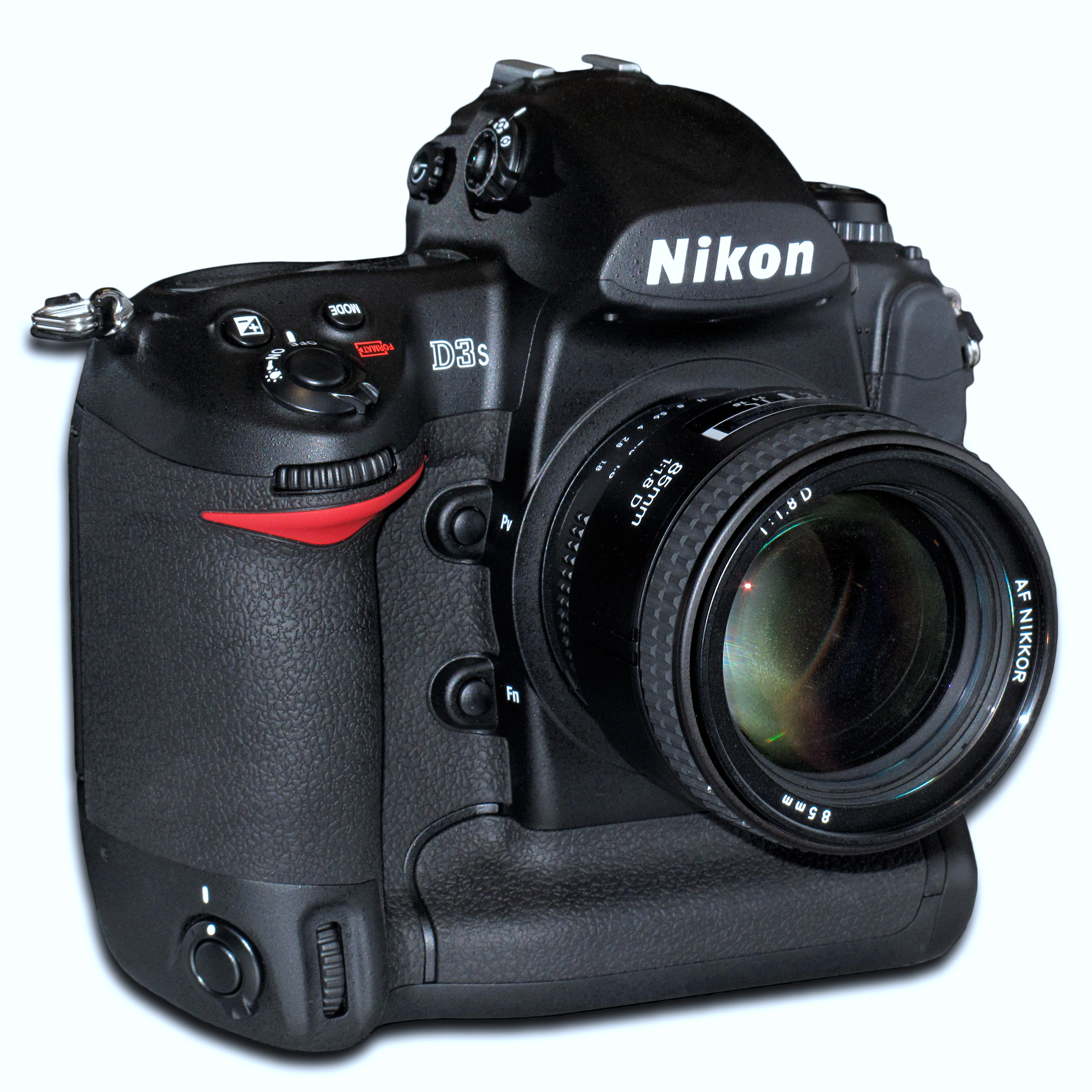
Nikon D3S
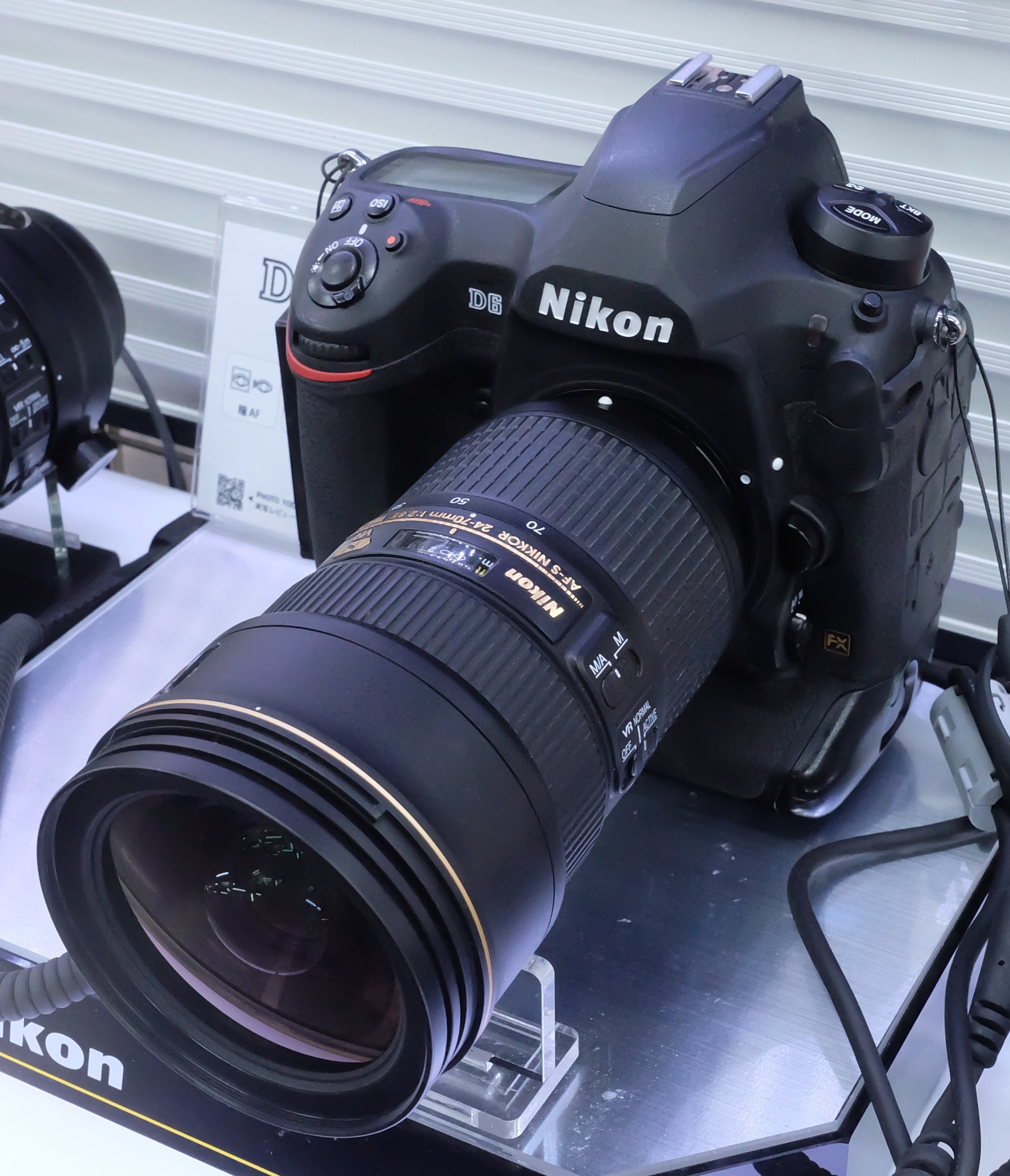
Nikon D6

#### Spiegellose Systemkameras

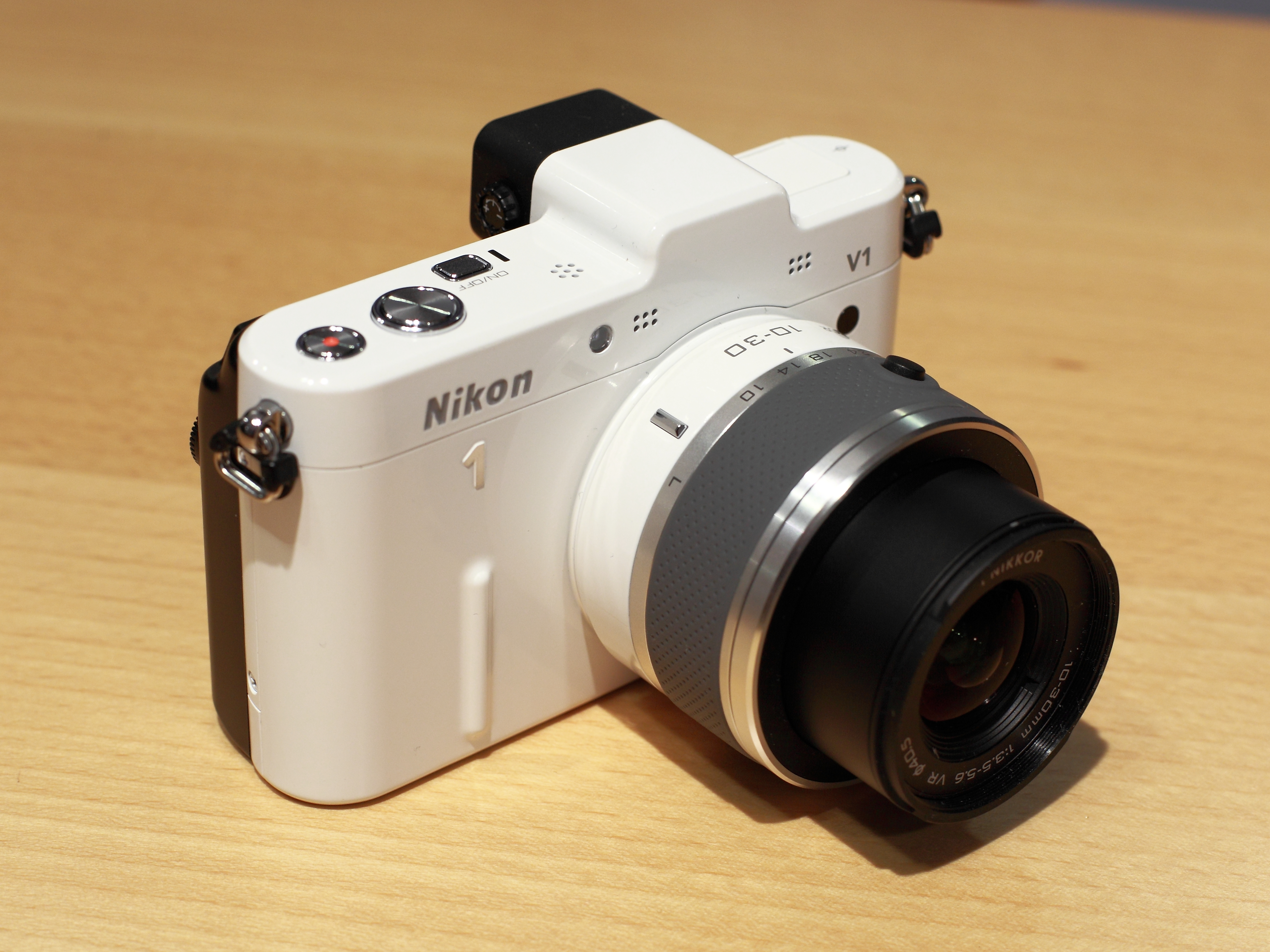
Nikon 1 V1 in weißer Ausführung mit 1 Nikkor VR 10–30 mm 1:3,5–5,6

2011 stellte Nikon mit der Nikon 1 eine kompakte spiegellose Systemkamera-Serie vor. Damit schloss Nikon zu den Anbietern Panasonic, Olympus, Samsung, Sony und Pentax auf, die bereits ähnliche spiegellose Systemkameras im Angebot hatten.
Die Nikon-1-Kameras waren mit in den Bildsensor integrierten Phasenautofokus-Sensoren ausgestattet, die eine Schärfemessung mithilfe des Live-View gestatteten. Weiterhin waren hochauflösende Filmaufnahmen möglich.
Die Kameraserie war zum Nikon-DX-Format nicht kompatibel; für die neuen Kameras wurde – abgestimmt auf den CX-Format-Sensor in der Größe 13,2 mm × 8,8 mm – eine neue Objektivserie (1 Nikkore) etabliert. Objektive mit dem Nikon F-Bajonett konnten jedoch mittels eines Adapters mit einigen Einschränkungen an Nikon-1-Kameras verwendet werden. Der Cropfaktor der Nikon-1-Kameras betrug 2,7.
Das Nikon-1-System wurde 2018 eingestellt.

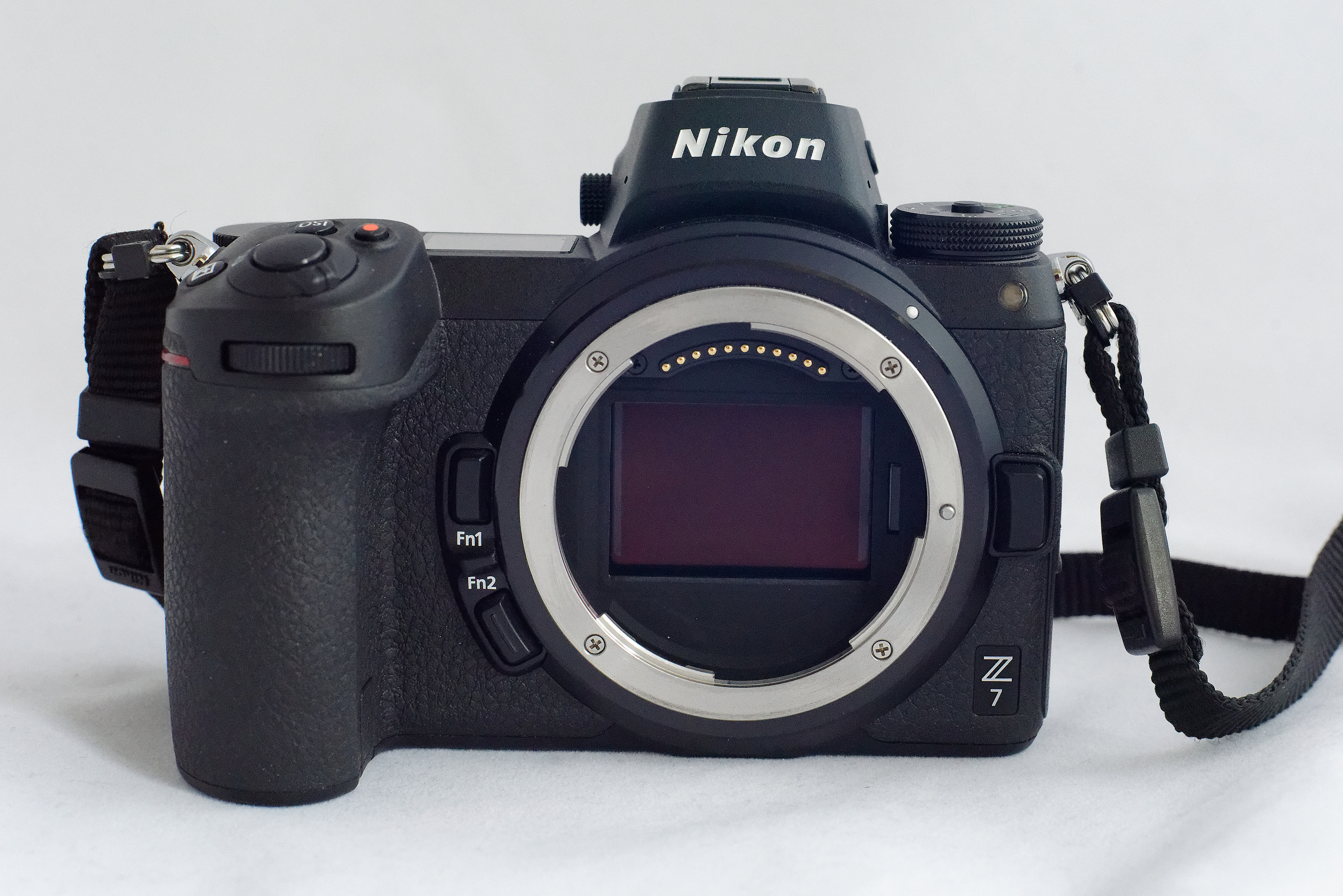
Nikon Z 7 Gehäuse

Zur Photokina 2018 stellte Nikon mit den Modellen Z 6 und Z 7 erstmals spiegellose Kameras mit Vollformat-Sensor vor. Im Oktober 2019 kam die Z 50 mit APS-C-Sensor hinzu. Diese Kameras verfügen über das neuentwickelte Z-Bajonett. Es hat mit 55 mm einen großen Durchmesser, was vor allem die Entwicklung von lichtstarken Objektiven erleichtert. Passend dazu wurden die Nikkor-Z-Objektive vorgestellt. Ein Adapter zur Nutzung der F-Bajonett-Objektive ist verfügbar.

#### Taucherkameras

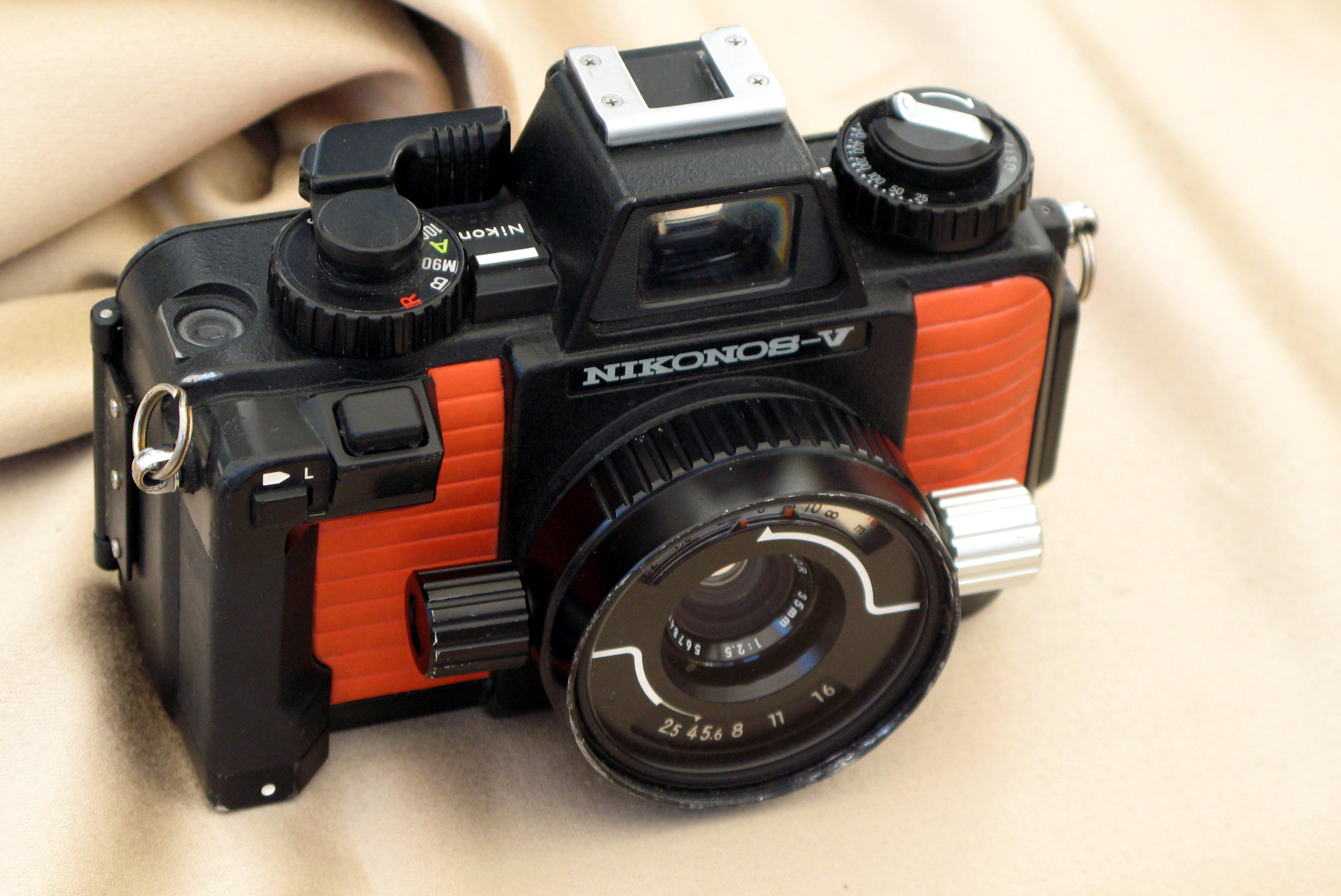
Nikonos-V Unterwasserkamera

Von 1963 bis 2001 produzierte Nikon eine unter Tauchern sehr populäre Reihe von Unterwasserkameras. Das erste Modell Nikonos I (in Deutschland Calypso/Nikkor) basiert auf der Calypso-Kamera, die ursprünglich von Jacques-Yves Cousteau und dem belgischen Ingenieur Jean de Wouters entwickelt wurde.
Sie wurde in Frankreich von La Spirotechnique (heute Aqualung) vertrieben und von der Firma ATOMS in Nizza produziert. Nikon erwarb die Rechte an der Marke, um daraus die Nikonos und ihre Nachfolgemodelle zu entwickeln.

#### Kompaktkameras

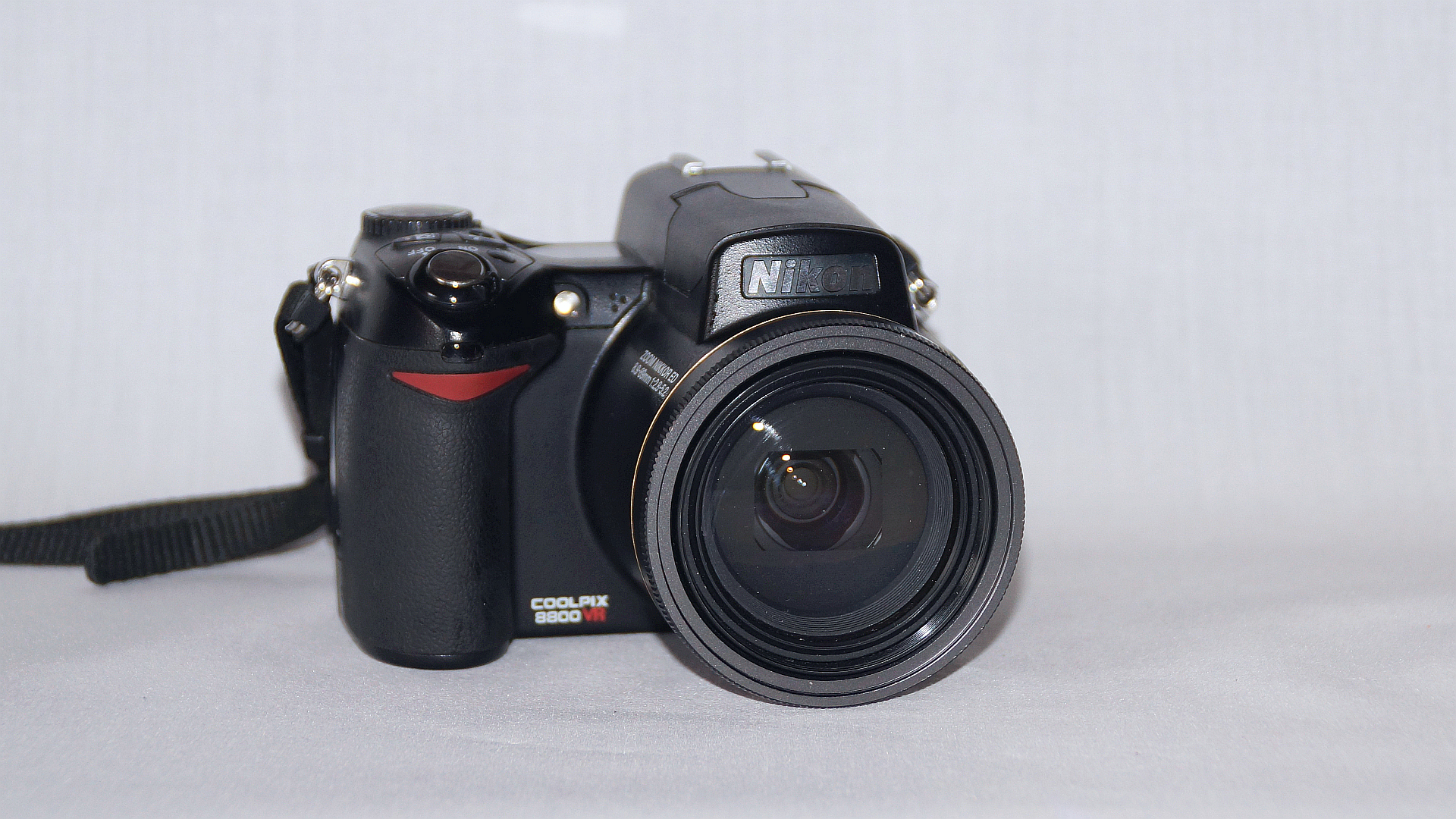
Nikon Coolpix 8800; Bridgekamera mit Sucher/Display und integriertem Zoom 1:2.8-5.2 35-350mm (KB-äquivalent)

Zwischen 1983 und den frühen 2000er Jahren stellte Nikon eine große Zahl verschiedener Kompaktkameras für 35-mm-Kleinbildfilm her. In den ersten Jahren hatten die Kameras eine Serienbezeichnung (z. B. L35/L135, RF/RD-Serie, W35-Serie, EF-Serie oder AW-Serie). Ab Mitte der neunziger Jahre erhielten die Modelle zusätzlich einen Marketingnamen, z. B. Zoom-Touch für Kameras mit einem großen Zoombereich, Lite-Touch für besonders kompakte Modelle, Fun-Touch für besonders bedienungsfreundliche und Sport-Touch für spritzwassergeschützte Modelle. Nikons APS-Kameras trugen die Bezeichnung Nuvis. Nikon bediente dabei den ganzen Markt von preiswerten Kompaktkameras mit Fixed-Fokus-Objektiv bis hin zu High-End-Modellen wie der Nikon 35Ti mit Titangehäuse und der aus den Spiegelreflexkameras übernommenen, innovativen 3-D-Matrix-Messung.
Nikon Coolpix ist seit 1996 die Marketingbezeichnung für die digitalen Kompakt- und Bridgekameras des Herstellers. Die interne Typenbezeichnung der Modellreihe ist „E-Serie“; so heißt beispielsweise die Coolpix 8800 eigentlich E-8800. Die erste Kamera – die Coolpix 100 (E 100) – hatte 0,3 Megapixel, 1& MB internen Speicher und war für die Datenübertragung als PCMCIA-Steckkarte ausgeführt. Im normalen Betrieb steckte die Kamera mit der Karte in der Batteriebox die den Griff bildete für die eigentliche sehr kleine (55 × 55 × 35 mm) Kamera.
Nikon brachte eine Serie mit schwenkbarer Optik heraus, um die Kamera im unbenutzten Zustand schlanker zu halten, darunter die Coolpix 4500. Dies ist auch eine der Kameras, welche mit einem Diakopiervorsatz (ES-E28) verwendet werden können.

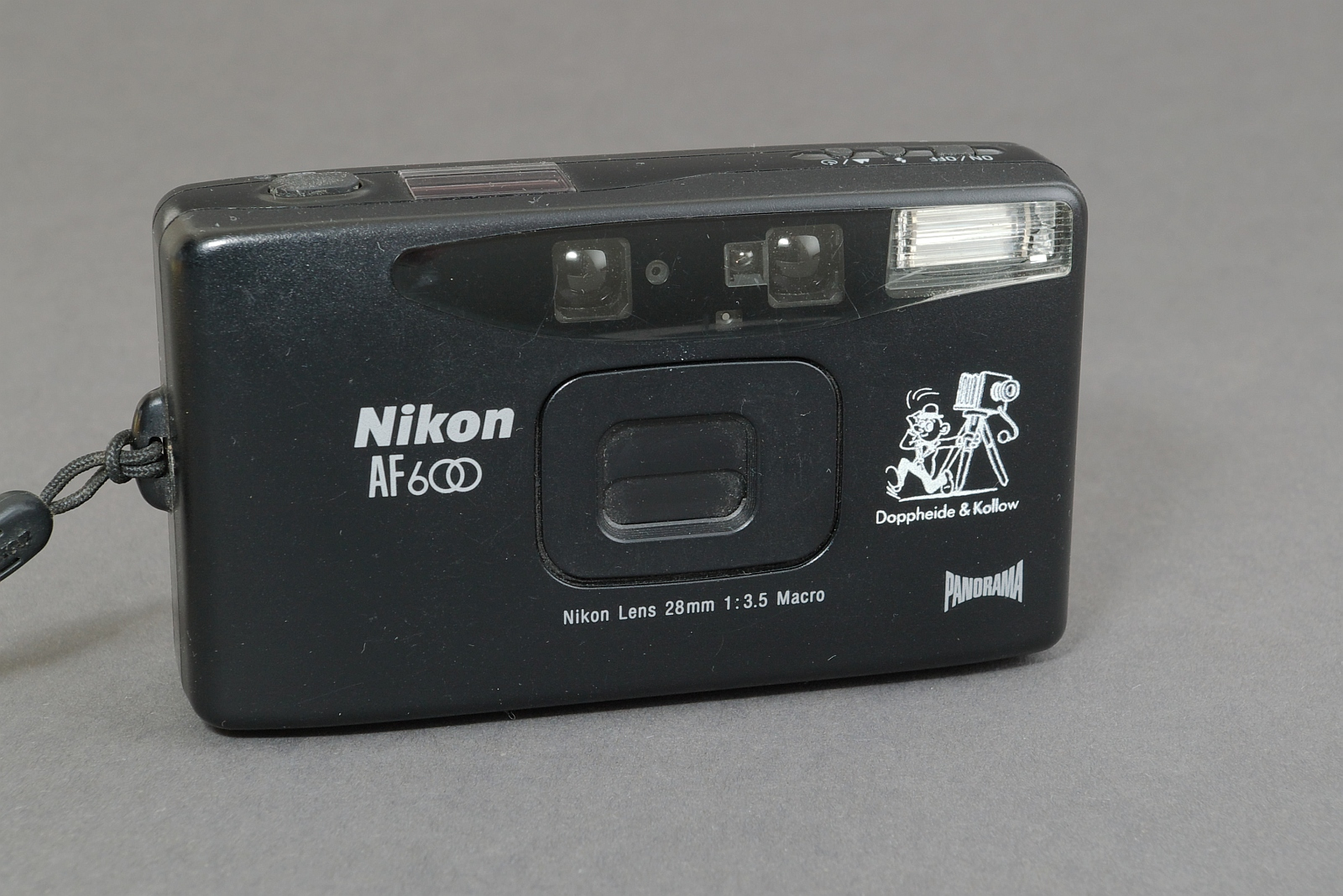
Nikon AF600
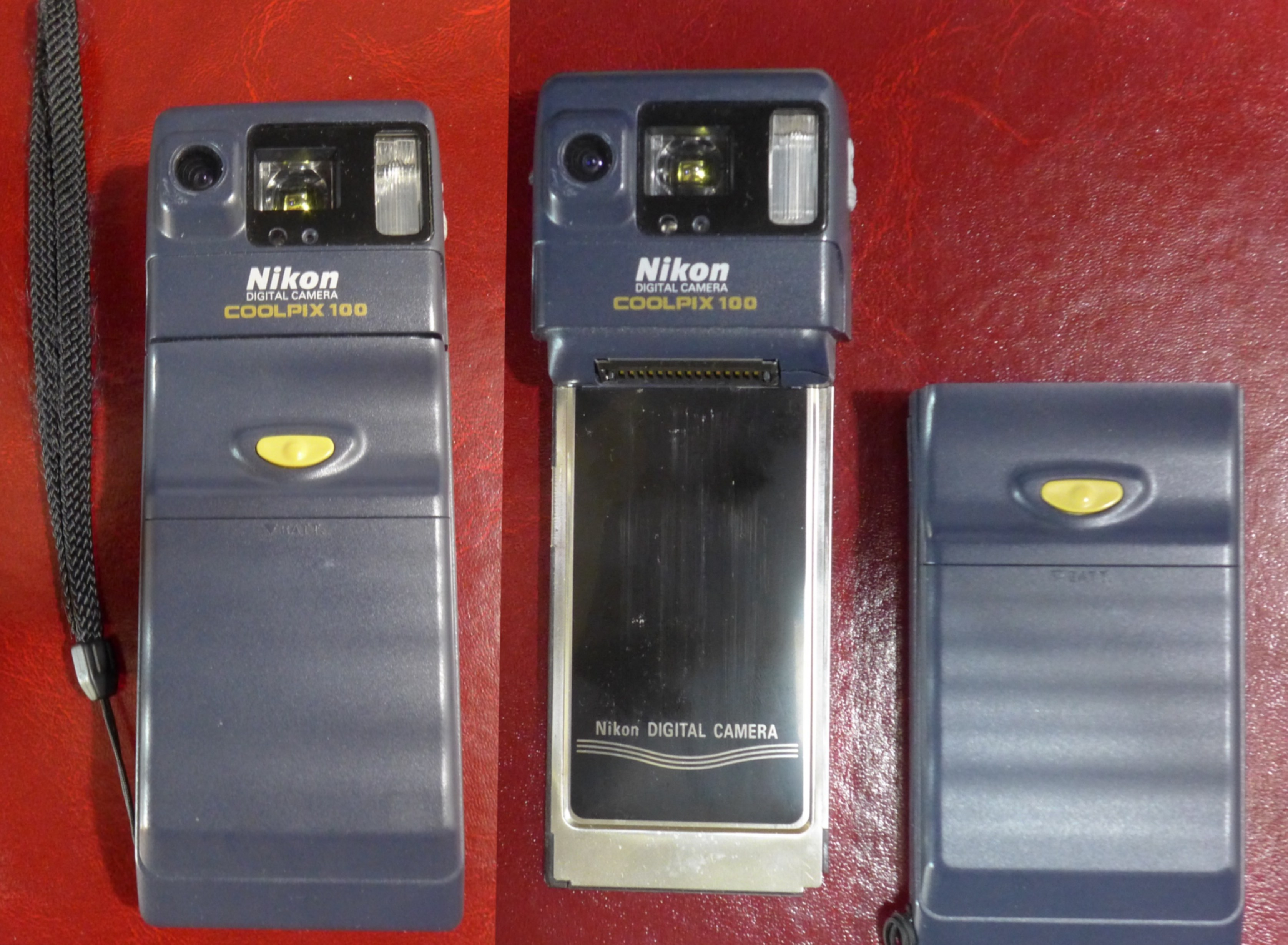
Nikon E 100 (0,3 MP) Normalbetrieb und auseinander für Datenübertragung
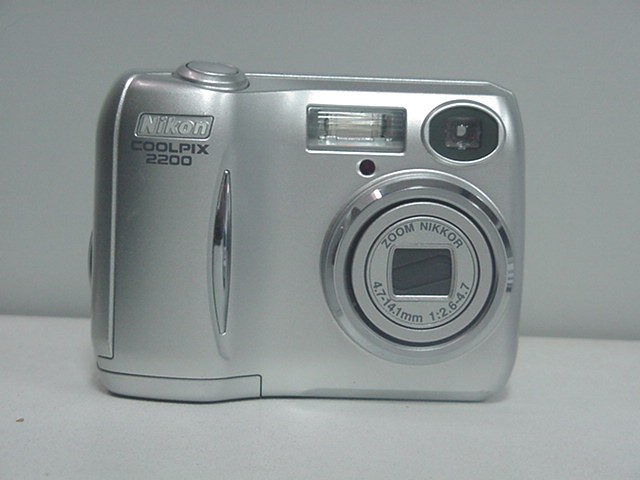
Nikon Coolpix 2200
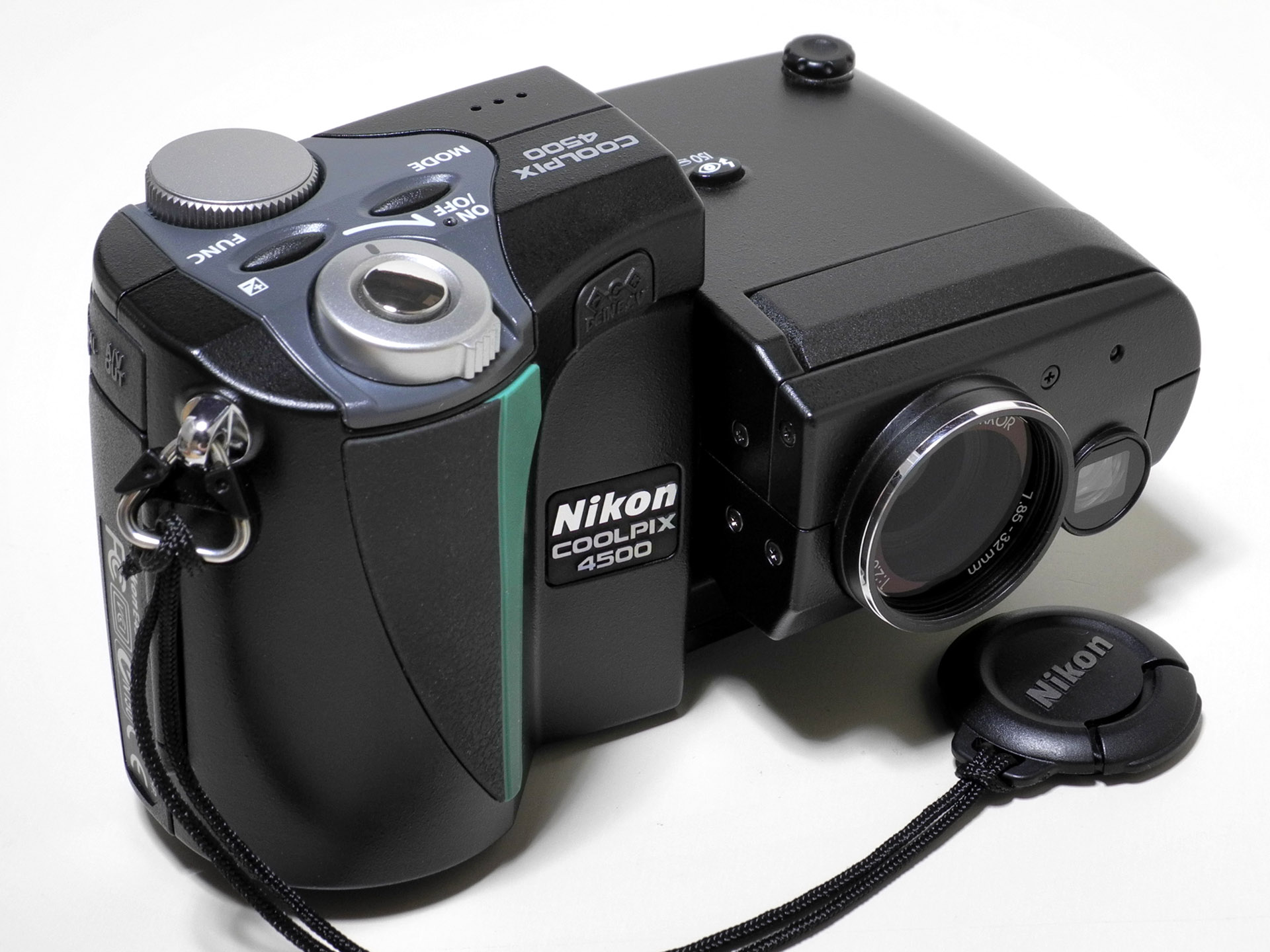
Nikon_COOLPIX_4500
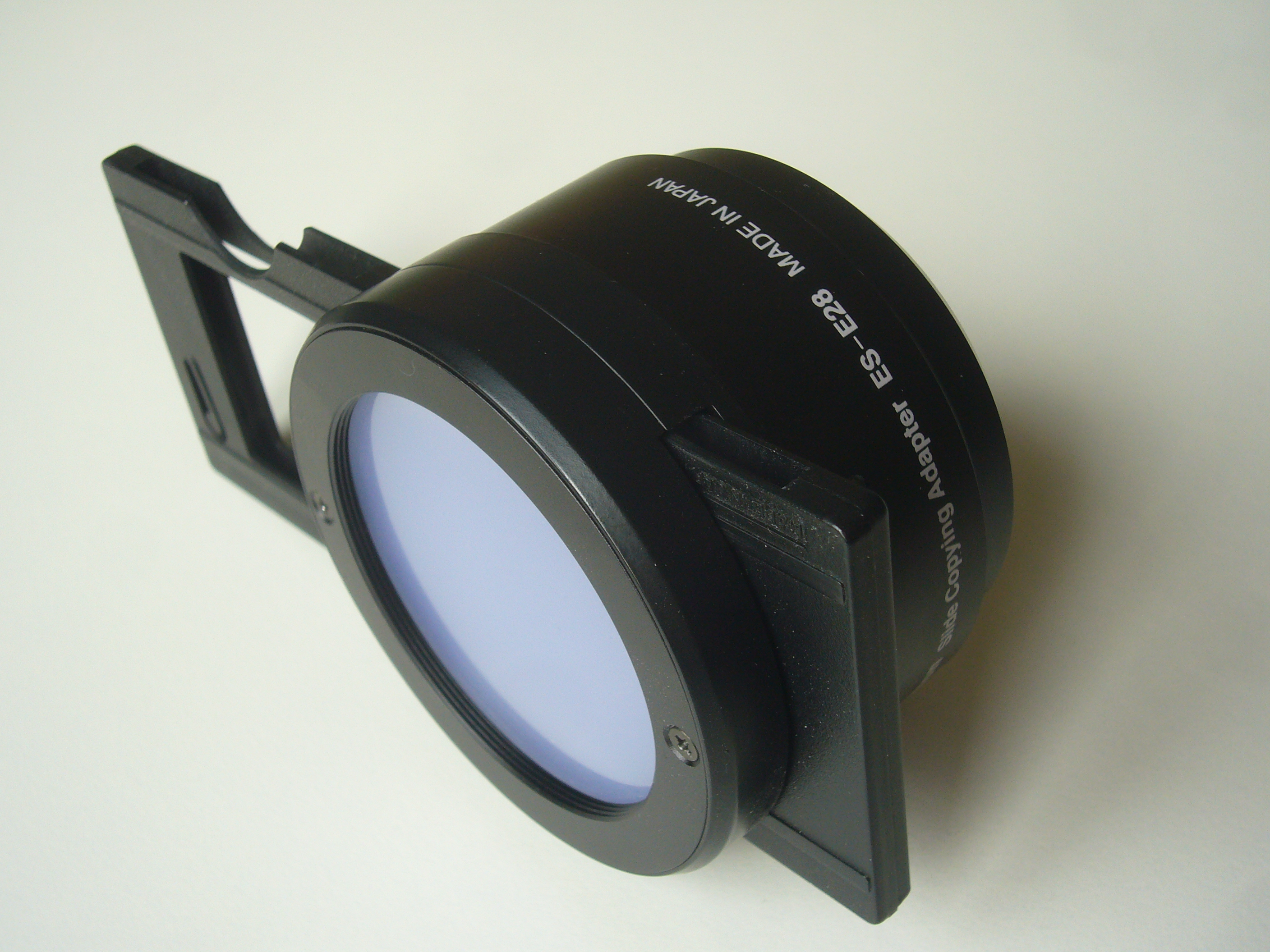
Diakopiervorsatz Nikon ES-E28

#### Action-Kameras

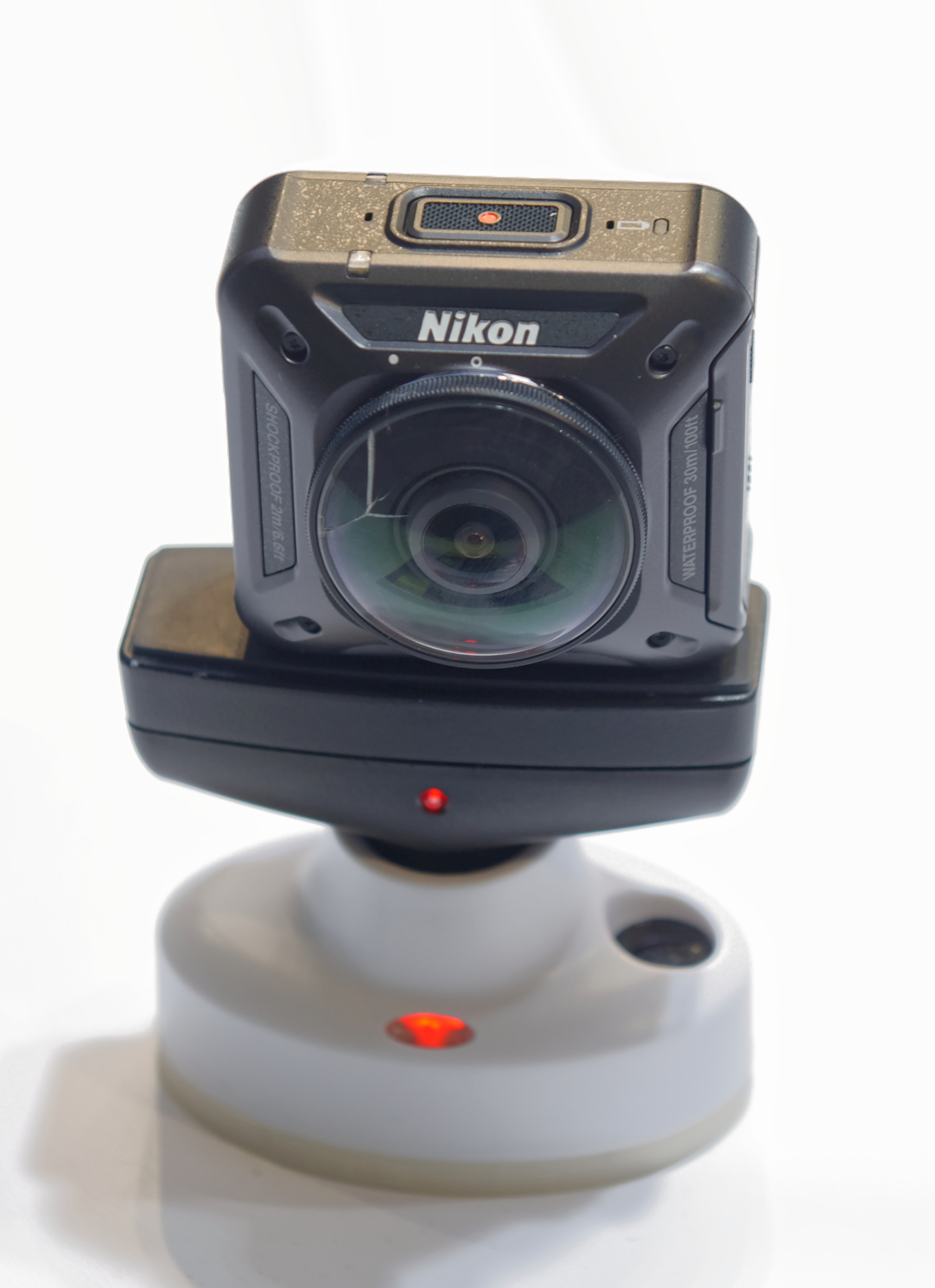
Nikon KeyMission 360 auf der Photokina 2016

Auf der Photokina 2016 führte Nikon Action-Kameras ein. Die drei Modelle KeyMission 360, 170 und 80 waren die ersten Kameras dieser Serie. Sie haben ein Sichtfeld in der angegebenen Gradzahl, also 80, 170 oder 360 und sind je nach Ausführung bis zu 2 Meter Fallhöhe und 40 Meter Wassertiefe getestet. Teilweise können sie bis zu 4K-UHD-Videoaufnahme.

#### Zubehör

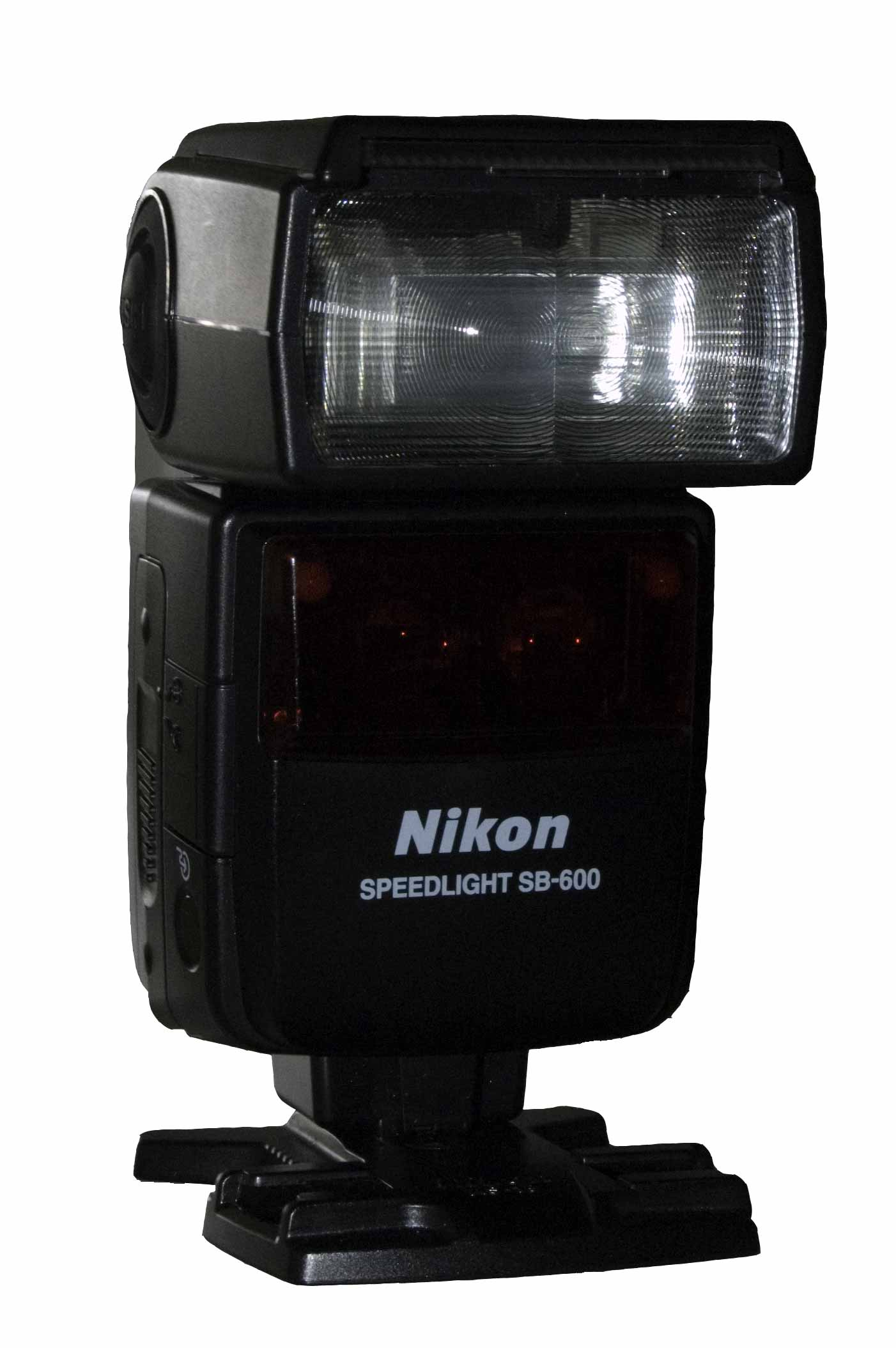
Nikon SB-600 Speedlight Blitzgerät

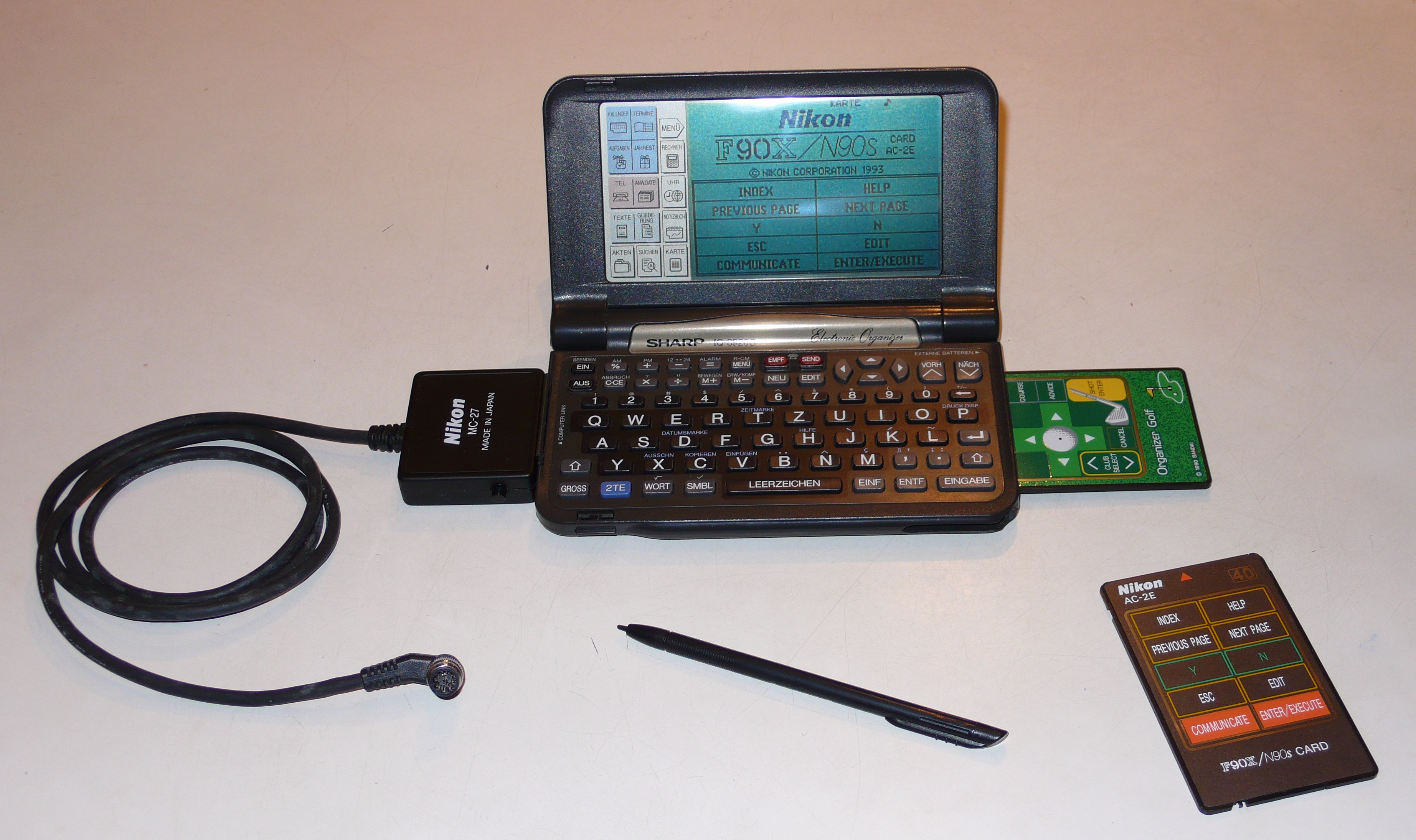
Nikon AC-2E Data Link System (1993)

Vor allem zu seinen analogen und digitalen Spiegelreflexkameras bietet Nikon außer den Nikkor-Objektiven weiteres umfangreiches Original-Zubehör an, wie etwa die Blitzgeräte der Speedlight-Serie.

### Film- und Diascanner
Neben Aktivitäten im Marktsegment der Digitalkameras produziert Nikon hochwertige Film- und Diascanner. Den ersten Scanner (LS-3500) mit einer Auflösung von maximal 4096 × 6144 Pixeln stellte Nikon 1988 vor. Er verfügte über eine Halogenlampe; später wurden in der Baureihe COOLSCAN LEDs verbaut, nachdem auch blaue LEDs ausreichend leistungsfähig wurden. Die Auflösung der ersten Nachfolgemodelle erhöhte sich nicht, dafür wurden allerdings Scan-Qualität, Geschwindigkeit und Farbtiefe verbessert. Anfangs waren die Scanner über GPIB (General Purpose Interface Bus) oder SCSI anzuschließen, die Nachfolgemodelle später dann über FireWire und USB.
- (1988) LS-3500 (4096 × 6144, 4000 ppi)
- (1992) Coolscan LS-10 (2700 ppi) mit LED
- (1994) LS-3510AF (5000 × 5000, 3500 ppi) mit Autofokus, Scanfeld max. 4 × 4 cm (Superslide)
- (1996) Super Coolscan LS-1000 (2592 × 3888, 2700 ppi) schnellere Scanzeit
- (1996) Coolscan II LS-20 (E) (2700 ppi), als Typ „E“ Einbaugerät für Standard-Laufwerksschacht
- (1998) Coolscan LS-2000 (2700 ppi) mit ICE und Clean-image-software
- (1998) Coolscan III LS-30 E (2700 ppi)
- (2001) Coolscan IV LS-40 ED (2900 ppi) USB, SilverFast, ICE, ROC, GEM
- (2001) Coolscan LS-4000 ED (4000 ppi)
- (2001) Coolscan LS-8000 ED (4000 ppi)
- (2003) Coolscan V ED (4000 ppi, 14 bit)
- (2003) Coolscan V LS-50 ED (4000 ppi, 14 bit)
- (2003) Super Coolscan LS-5000 ED (4000 ppi, 16 bit)
- (2004) Super Coolscan LS-9000 ED (4000 ppi, 16 bit) multiformat

Mit dem Slide-Feeder SF-200 (für Coolscan LS-2000) und dem Nachfolger SF-210 (für Coolscan LS-4000 und LS-5000) entwickelte Nikon ein Gerät zur Archivierung größerer Dia-Bestände. Mit diesem konnten nun bis zu 50 gerahmte Kleinbild-Dias automatisch nacheinander eingescannt werden. Für eine ganze 35-mm-Filmrolle gab es analog dazu den Adapter SA-30.
2004 wurde mit dem Coolscan 9000 ED der bislang letzte Filmscanner vorgestellt, der zudem eine spezielle Besonderheit aufweist. Er ist immer noch der einzige auf dem Markt erhältliche Scanner, der ohne weitere Software eine zuverlässige Staub- und Kratzerentfernung bei Kodachrome-Filmen mittels einer speziellen Variante der ICE-Technologie (ICE4-Professional) ermöglicht. Mittlerweile gibt es aber auch reine Softwarelösungen, die dieses leisten.
Siehe auch: Kodachrome-Filme scannen und Staub- und Kratzerkorrektur
In den Jahren 1994 bis 1996 brachte Nikon unter dem Namen Scantouch drei Flachbettscanner-Modelle heraus, die sich gegenüber Konkurrenzprodukten allerdings nicht durchsetzen konnten.

### Sonstige optische Geräte
Nikon bietet ein sehr umfangreiches Angebot an Ferngläsern, Laser-Entfernungsmessern, Beobachtungsfernrohren (Spektive) und Zielfernrohren an. Weitere wichtige Geschäftsfelder des Unternehmens sind die Fertigung von Mikroskopen für den wissenschaftlichen Bereich und die Produktion von komplexen optischen Systemen für die Qualitätssicherung, die Vermessungstechnik und die Herstellung von Halbleiterbauelementen (Stepper). Nikon ist darüber hinaus auf einigen Märkten als Anbieter von Brillengläsern aktiv. Zudem stellt das Unternehmen industrielle Röntgengeräte und Computertomographiesysteme her.

### Stückzahlen
Bis zur Abkündigung der Analogkameras hatte Nikon einen erheblichen Anteil am Gesamtmarkt, der sich inzwischen zu den Digitalkameras hin verschoben hat.
Verkaufte Einheiten im Jahr (analoge Filmkameras: Spiegelreflex- und Kompaktkameras, Digital inkl. DSLR):
|      | Nikon-Kameras in Tausend | Nikon-Kameras in Tausend | Nikon-Kameras in Tausend | Nikon-Kameras in Tausend | Weltmarkt in Tausend | Weltmarkt in Tausend | Weltmarkt in Tausend | Weltmarkt in Tausend | Anteil in Prozent | Anteil in Prozent | Anteil in Prozent | Anteil in Prozent |
| Jahr | SLR                      | Compact                  | Digital                  | DSLR                     | SLR                  | Compact              | Digital              | DSLR                 | SLR               | Compact           | Digital           | DSLR              |
| ---- | ------------------------ | ------------------------ | ------------------------ | ------------------------ | -------------------- | -------------------- | -------------------- | -------------------- | ----------------- | ----------------- | ----------------- | ----------------- |
| 1998 | 850                      | 1790                     | 30                       | –                        | ?                    | ?                    | ?                    | –                    | ?                 | ?                 | ?                 | –                 |
| 1999 | 940                      | 1630                     | 100                      | –                        | 4360                 | 29460                | 5090                 | –                    | 22 %              | 6 %               | 2 %               | –                 |
| 2000 | 890                      | 1710                     | 410                      | –                        | 4190                 | 27480                | 10340                | –                    | 21 %              | 6 %               | 4 %               | –                 |
| 2001 | 1080                     | 1700                     | 680                      | –                        | 3630                 | 23930                | 14750                | –                    | 30 %              | 7 %               | 5 %               | –                 |
| 2002 | 880                      | 1530                     | 1450                     | –                        | 3380                 | 20230                | 24550                | –                    | 26 %              | 8 %               | 6 %               | –                 |
| 2003 | 930                      | 1300                     | 3360                     | –                        | 2350                 | 13930                | 43410                | 845                  | 40 %              | 9 %               | 8 %               | –                 |
| 2004 | 680                      | 600                      | 5400                     | 300                      | 1119                 | 8562                 | 59766                | 2476                 | 61 %              | 7 %               | 9 %               | 12 %              |
| 2005 | 240                      | 50                       | 6610                     | 1050                     | 543                  | 4829                 | 64766                | 3791                 | 44 %              | 1 %               | 10 %              | 28 %              |
| 2006 | 120                      | –                        | 8450                     | 1340                     | 231                  | 1401                 | 78981                | 5264                 | 52 %              | –                 | 11 %              | 25 %              |
| 2007 | 30                       | –                        | 8010                     | 2090                     | –                    | –                    | 100367               | 7468                 | –                 | –                 | 8 %               | 28 %              |
| 2008 | 10                       | –                        | 11640                    | 3090                     | –                    | –                    | 106322               | 9845                 | –                 | –                 | 11 %              | 31 %              |
| 2009 | –                        | –                        | 13750                    | 3420                     | –                    | –                    | 93270                | 9771                 | –                 | –                 | 15 %              | 35 %              |
| 2010 | –                        | –                        | 15180                    | 3670                     | –                    | –                    | 108793               | 12974                | –                 | –                 | 14 %              | 28 %              |
| 2011 | –                        | –                        | 18550                    | 4290                     | –                    | –                    | 98882                | 15742                | –                 | –                 | 18,8 %            | 27,3 %            |

2019 verkaufte Nikon etwa 1,5 Millionen Spiegelreflex- und 280.000 spiegellose Systemkameras. Nikon hatte 2019 einen weltweiten Marktanteil von 18,6 Prozent und lag damit hinter Sony. 2023 hatte Canon über alle Segmente von Digitalkameras einen Anteil von 46,5 %, mehr als die Zweit- und Dritt-Platzierten Sony und Nikon mit 27,9 und 11,3 zusammen.

## Baureihen
- Nikon-Messsucherkameras
- Nikonos – Unterwasserkameras für den professionellen Einsatz
- Nikon-Manuellfokus-Spiegelreflexkameras
- Nikon-F-Serie – Spiegelreflexkameras für den professionellen Einsatz
- Nikon-F-Serie-Autofokus-Spiegelreflexkameras
- Nikon-D-Serie – digitale Spiegelreflexkameras
- Nikon-Z-Serie – spiegellose digitale Systemkameras

## Zeittafel
- 1917: Gründung der Nippon Kogaku Kogyo Kabushiki Kaisha.
- 1918: Nippon Kogaku K. K. eröffnet das Werk Oi.
- 1932: „Nikkor“ wird das Warenzeichen für die Objektivproduktion.
- 1935: Erstes Nikkor-Objektiv für Kleinbild-Messsucherkamera
- 1937: Es wird ein neues Glaswerk an Oi angegliedert.
- 1948: Nikons erste Kleinbildkamera „Nikon I“ kommt auf den Markt.
- 1949: Erstes lichtstarkes Teleobjektiv: 2,0/85 mm
- 1950: New York Times lobt die hohe Qualität der Nikon-Kameras und Nikkor-Objektive.
- 1952: Gründung des Nikkor-Clubs in Tokio.
- 1953: Bis dahin lichtstärkstes Teleobjektiv: 1,5/85 mm.
- 1956: Extrem lichtstarkes Nikkor 1,1/50 mm kommt auf den Markt.
- 1959: Die Nikon F, Nikons erste analoge Spiegelreflexkamera, wird vorgestellt.
- 1959: Das Nikon F-BAJONETT wird eingeführt.
- 1977: Erste Modifikation am F-Bajonett. Die Al-Kupplung wird entwickelt.
- 1979: Die NASA setzt Nikon-Kleinbildkameras für das Space-Shuttle-Programm ein.[28]
- 1998: Erste Digitalkamera mit Schwenkobjektiv[28]
- 1999: Nikons erste digitale Spiegelreflexkamera, die D1 mit F-BAJONETT, kommt auf den Markt.[28]
- 2018: Nikon stellt die neuen spiegellosen Systemkameras, Z6 und Z7, vor.
- 2018: Das Nikon Z-BAJONETT mit extrem großen Durchmesser (55mm) wird eingeführt.
- 2018: Der FTZ-Adapter zur Abwärtskompatibilität mit F-BAJONETT-Objektiven wird eingeführt.
- 2018: Die ersten nativen Objektive mit Z-BAJONETT werden eingeführt.
- 2019: Nikon kündigt das extrem lichtstarke NIKKOR Z 58 mm 1:0,95 Noct S-Objektiv an.